# Epimecis confertistriga
Epimecis confertistriga là một loài bướm đêm trong họ Geometridae.